# René Aufhauser
René Aufhauser (* 21. Juni 1976 in Voitsberg, Steiermark) ist ein ehemaliger österreichischer Fußballspieler und jetziger -trainer.

## Karriere

### Als Spieler

#### Vom Amateurspieler zum Meisterkicker in Salzburg
René Aufhauser begann mit dem Fußballspielen im Nachwuchs seines Heimatvereins in Köflach und wechselte als 19-Jähriger zum Regionalligisten ASK Voitsberg. In der Kampfmannschaft der Voitsberger wurde er zumeist auf der Position eines defensiven Mittelfeldspielers eingesetzt und überzeugte schon dort durch sein Talent und seinen Zug aufs Tor. Neben seiner Tätigkeit als Amateurfußballer besuchte der angehende Elektrotechniker die HTL Weiz, wohnte fünf Jahre im Kolpinghaus als Internatsschüler und schloss seine Ausbildung erfolgreich mit der Matura ab.
Entdeckt wurde René Aufhauser im Alter von 20 Jahren von Werner Gregoritsch. Dieser betreute damals die steirische Amateurauswahl und wurde auf den talentierten Mittelfeldspieler aufmerksam. Gregoritsch gab seinem Freund Heribert Weber den Tipp, sich den Köflacher bei einem Bewerbsspiel anzusehen. Im Herbst 1996 beobachtete Weber den jungen Regionalligakicker in einem Spiel der steirischen Amateurauswahl in Graz und war vom Auftritt Aufhausers, insbesondere von seinem Drang als Defensivspieler, immer wieder in den Angriff mitzugehen, begeistert. Noch am selben Tag kontaktierte er Aufhauser und versprach ihm ein Engagement beim Bundesligisten Salzburg. Am 1. Jänner 1997 unterschrieb René Aufhauser seinen ersten Profivertrag beim SV Austria Salzburg. Binnen sechs Monaten entwickelte sich der ehemalige Amateurkicker zum U-21-Nationalteamtorschützen und unverzichtbaren Bestandteil des Salzburger Meisterkaders, in dem damals bekannte Spieler wie Feiersinger, Konrad, Ibertsberger, Hütter, Kogler, Kocijan, Lainer und Prosenik waren.
Sein Debüt in der österreichischen Bundesliga gab er bereits zum Saisonauftakt am 1. März 1997 beim 4:0-Sieg seiner Mannschaft im Lehener Stadion gegen den SCN FC Admira/Wacker. Heribert Weber forcierte seinen neuen Jungstar und setzte ihn in 17 der 18 Partien der Frühjahrsrunde und davon zehnmal von Beginn an ein. Am Ende der Saison 1996/97 stand René Aufhauser mit Salzburg oben in der Tabelle und feierte seinen ersten österreichischen Meistertitel, zu dem er auch zwei Tore beisteuern konnte. Im Sommer desselben Jahres gewann er mit den Mozartstädtern auch noch den Supercup.
Obwohl bei Salzburg durch viele Abgänge einstiger Europacuphelden und Meisterkicker in den darauf folgenden Jahren die ganz großen Erfolge ausblieben, gelang es ihm auch unter Webers Nachfolgern Krankl und Miro Polak konstant seine Form zu halten und sich zum Führungsspieler, Star und Publikumsliebling zu entwickeln. Nach dem Engagement des Schweden Hans Backe als Cheftrainer änderte sich die Situation für den Kopfballspezialisten grundlegend. Unter Backe verlor er in der Saison 2000/01 den Nimbus des Starspielers und fand sich des Öfteren nur auf der Ersatzbank wieder, wodurch er sich vom neuen Trainer in seiner persönlichen Entwicklung eingeengt fühlte. Aufhauser meinte sich in Salzburg nicht mehr weiterentwickeln zu können und strebte von selbst einen Vereinswechsel an.

#### Höhenflug mit dem GAK
Nachdem er von seinem einstigen Förderer Werner Gregoritsch das Angebot erhielt, für den Grazer AK zu spielen, wechselte René Aufhauser in der Sommerpause 2001 in die Murmetropole. In Graz musste er am Beginn mit Ales Čeh, damals Kapitän des slowenischen Nationalteams, um die Rolle des Führungsspielers kämpfen. Gregoritsch ließ die beiden rotieren, seine Nachfolger Libregts und Schachner vertrauten mehr und mehr auf Aufhauser, und als Čeh im Sommer 2003 Graz verließ, hatte er seinen Platz in der Stammformation gänzlich an Aufhauser verloren. Im Spieljahr 2001/02 erreichte er mit den Siegen im ÖFB-Cup und Superpokal auch seine ersten Erfolge mit den Grazer Rotjacken. Unter dem neuen Trainer Walter Schachner entwickelt sich der GAK zu einem ernstzunehmenden Titelkandidaten und belegte 2003 den zweiten Platz in der Meisterschaft. Von Walter Schachner habe er nach eigenen Aussagen „Fußballtheorie in absoluter Perfektion vorgezeigt bekommen“. Den Höhepunkt seiner bisherigen Karriere erlebte René Aufhauser in der Saison 2003/04, als er mit den Grazern den ersten Meistertitel in deren Vereinsgeschichte sowie den Pokalsieg feiern konnte. Aufhauser ist auch GAK-Rekordnationalspieler mit 25 Einsätzen im ÖFB-Team während seiner Zeit bei den Athletikern.
Trotz guter Leistungen in Salzburg blieb René Aufhauser unter dem einstigen Teamchef Herbert Prohaska unberücksichtigt. Erst unter Otto Barić wurde er 2001 als GAK-Spieler erstmals in den Kader der Nationalmannschaft einberufen, saß im Heimspiel gegen Liechtenstein aber nur auf der Ersatzbank. Sein Debüt in der österreichischen Fußballnationalmannschaft feierte der Steirer unter Barics Nachfolger Hans Krankl am 27. März 2002 im Spiel gegen die Slowakei. Unter Hans Krankl avancierte der Steirer zu einer fixen Größe im Nationalteam. Durch seine starken internationalen Partien insbesondere beim GAK in der Champions-League-Qualifikation und im UEFA-Cup des Spieljahres 2004/05 – er war beispielsweise maßgeblich am 1:0-Auswärtssieg gegen den späteren Champions-League-Sieger FC Liverpool beteiligt – erregte er auch international Aufsehen. So bemühte sich auch der neue Salzburg-Trainer Kurt Jara erfolgreich um eine Rückkehr des 28-jährigen Vorzeigeprofis, welcher ihn anschließend im Juli 2005 für FC Red Bull Salzburg verpflichtete. In dieser Zeit wurde er auch von diversen europäischen Klubs umworben, darunter auch der FC Fulham.

#### Rückkehr nach Salzburg, EM 2008 & letzte Jahre als Profi
In Salzburg hatte es René Aufhauser jahrelang schwer, sich als Stammspieler durchzusetzen, konnte aber letztlich als einzig regelmäßig eingesetzter Österreicher die Meisterschaft 2007 gewinnen. So zählte der Steirer auch unter dem ÖFB-Teamchef Josef Hickersberger zu den Stammspielern in den Vorbereitungsspielen für die Europameisterschaft 2008. Im Länderspiel gegen Trinidad/Tobago (4:1) in Wien gelangen ihm drei Tore. Am 27. Mai 2008 konnte René Aufhauser gegen Nigeria die Marke von 50 Länderspielen erreichen und wurde einen Tag später in den österreichischen EM-Kader einberufen. Bei der EM kam Aufhauser bei allen drei Spielen zum Einsatz, wobei er bei den letzten beiden Gruppenspielen gegen Polen und Deutschland ausgewechselt wurde. Gegen Kroatien verschuldete er den Elfmeter, der zum 1:0-Siegtreffer durch Luka Modrić führte.
In der Saison nach der Europameisterschaft war Aufhauser wieder bei den Bullen unter Vertrag. Am Ende der Saison konnte sich Aufhauser über seinen vierten Meistertitel freuen. Für Salzburg kam er in 36 Spielen 25 Mal zum Einsatz und erzielte zwei Tore.
Am 1. Februar 2010 wechselte Aufhauser von Salzburg zum Bundesligisten LASK Linz. Er unterschrieb einen Vertrag bis einschließlich Sommer 2011. Am Ende der Saison 2010/11 stieg er mit den Linzern in die Erste Liga, der zweithöchsten Spielklasse Österreichs, ab. Nachdem der LASK aber keine Lizenz für die kommende Saison erhalten hatte, unterschrieb er einen Einjahresvertrag beim mit der Lizenz des USK Anif spielenden Farmteam vom FC Red Bull Salzburg, dem FC Liefering. Als Kapitän war er maßgeblich für den Aufstieg in die Erste Liga verantwortlich. Auch in der Saison 2013/14 war er Kapitän der Mannschaft und beendete mit Saisonende seine erfolgreiche Fußballerkarriere.

### Als Trainer
Nach seinem Karriereende als Profifußballer wechselte Aufhauser in den Betreuerstab des FC Liefering und wurde hinter Peter Zeidler Co-Trainer des Farmteams von FC Red Bull Salzburg, auch nach dem Engagement von Zeidler als Trainer der ersten Mannschaft blieb er unter Thomas Letsch Co-Trainer. 2016 wechselte er ebenfalls als Co-Trainer unter Óscar García zum FC Red Bull Salzburg. Nach fünf Jahren als Co-Trainer von Red Bull Salzburg kehrte er zur Saison 2021/22 als Cheftrainer zu Liefering zurück. Mit Liefering belegte er nach einer guten Hinrunde und einer katastrophalen Rückrunde zu Saisonende schließlich den sechsten Rang. Nach der Saison 2021/22 trennte sich Liefering dann von Aufhauser.

## Titel und Erfolge

### Als Spieler
- 4 × Österreichischer Meister: 1997 (SV Austria Salzburg), 2004 (Grazer AK), 2007, 2009 (FC Red Bull Salzburg)
- 4 × Österreichischer Vizemeister: 2003, 2005 (GAK) 2006, 2008 (FC Red Bull Salzburg)
- 2 × Österreichischer Cupsieger: 2002, 2004 (Grazer AK)
- 1 × Österreichisches Cupfinale: 2000 (SV Austria Salzburg)
- 2 × Österreichischer Supercupsieger: 1997 (SV Austria Salzburg), 2002 (Grazer AK)
- 1 × Meister Regionalliga West und Aufstieg Erste Liga: 20132013 (FC Liefering)
- 58 Länderspiele und 12 Tore für die österreichische Nationalmannschaft

### Als Co-Trainer
- Österreichischer Meister: 2017, 2018, 2019, 2020
- Österreichischer Cupsieger: 2017, 2019, 2020, 2021